# 큰까마귀
큰까마귀(학명: Corvus corax 코르부스 코락스[*])는 전북구에 서식하는 새이다. 까마귀과에 속하는 종 중에서 특히 커다란 새이며, 또한 까마귀과에 속하는 종 중 가장 널리 퍼져 있는 새이다. 최소 8개의 아종이 있으며 이들 아종은 외모상 차이점은 거의 없으나 유전적으로는 상당한 차이가 있음이 최근 연구에서 밝혀졌다. 몸길이는 까마귀 중 아프리카의 큰부리큰까마귀와 1, 2위를 다투고, 체중은 까마귀과 중 가장 많이 나간다. 수명은 야생에서 21년 이하로, 연작류 중 큰까마귀보다 더 오래 사는 것은 오스트랄라시아의 공단바우어새나 금조류 종 일부를 제외하면 거의 없다. 젊은 큰까마귀는 여기저기 떠돌아다니다가 짝짓기철이 되어 짝을 만나면 그 짝과 평생을 살면서 텃세권을 지킨다.
큰까마귀는 인간과 수천 년의 세월에 걸쳐 어울려 살아왔으며, 어떤 지역에서는 수가 너무 많아서 해수 취급을 하기도 한다. 이들이 이렇게 성공적인 종으로 번창한 것은 잡식성이고 머리가 좋으며 기회주의적이라는 데서 이유를 찾아볼 수 있다. 이들은 시체, 벌레, 곡물, 장과류 열매, 과일, 작은 동물, 음식물쓰레기에 이르기까지 온갖 것을 다 먹는다.
큰까마귀의 상당한 문제해결능력은 이들에게 지능이 있다는 증거로 거론된다. 수백년 간 신화, 민담, 대중문화에서 큰까마귀를 다루어 왔는데, 특히 고대 스칸디나비아, 고대 아일랜드, 웨일스, 부탄, 북미 북서해안, 시베리아, 동북아시아에서 큰까마귀는 신 또는 신의 대행자 같은 영적인 존재로 숭배되었다.

## 분류학

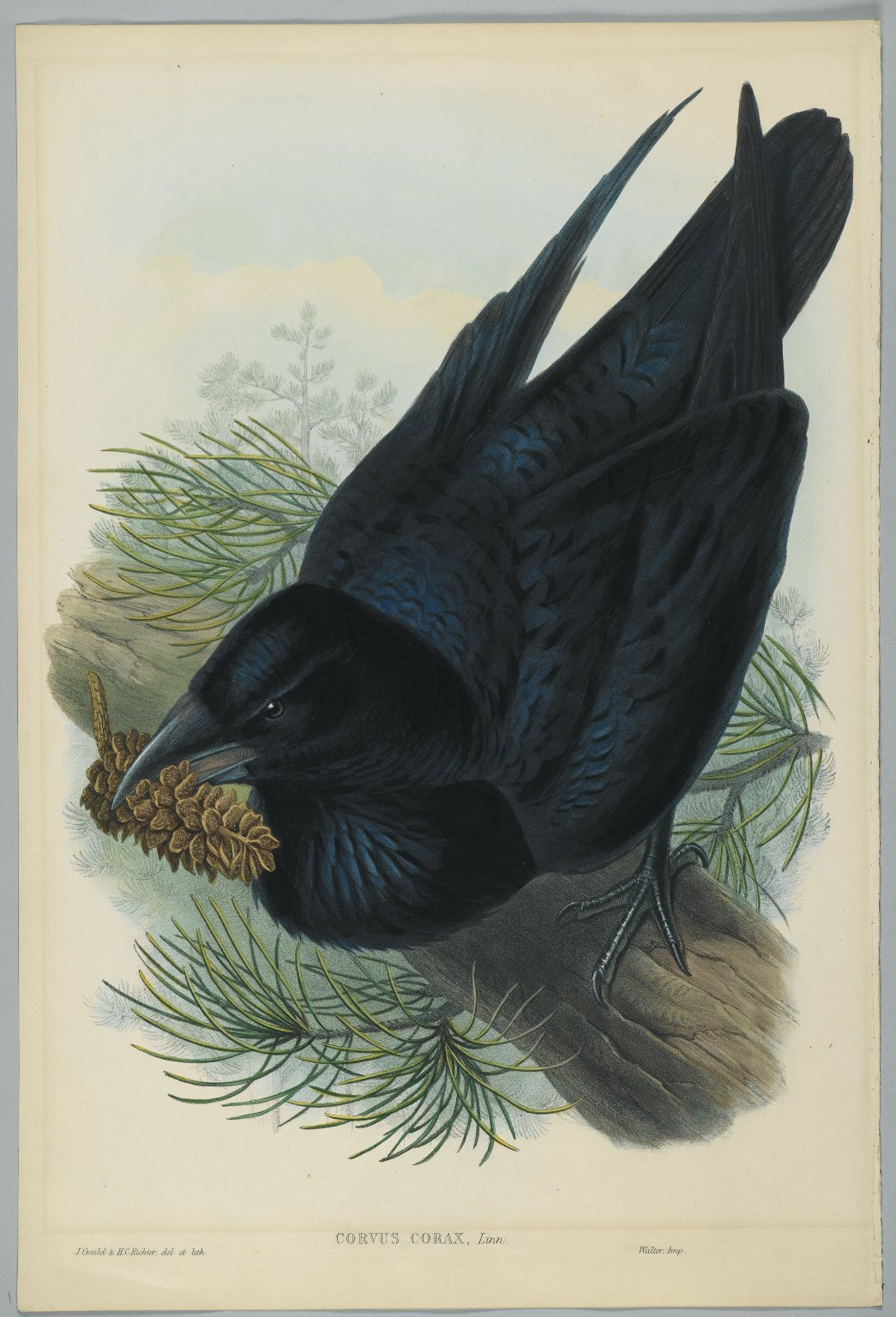
1860년경 존 굴드의 세밀화.

큰까마귀를 처음 기재한 것은 18세기의 린네로, 저서로 유명한 《자연의 체계》에서 코르부스 코락스라는 학명을 명명했고, 오늘날까지도 사용되고 있다. 큰까마귀는 까마귀속(Corvus)의 모식종이며, 까마귀속의 속명 "코르부스" 역시 라틴어로 "큰까마귀"라는 뜻이다. 종명 "코락스" 역시 고대 그리스어로 까마귀를 의미하는 κοραξ에서 왔다.
큰까마귀를 일컫는 서양 표현들로는 현대 영어의 "레이븐(raven), 고대 노르드어 및 현대 아이슬란드어의 "흐라픈(hrafn), 고대 고지독일어의 "라반((h)raban)"이 있으며, 이는 모두 게르만조어 "크라바나스(*khrabanas)에서 파생된 것이다. 또 스코트어 "코르비(corby 또는 corbie) 및 그와 흡사한 프랑스어 "커르보(corbeau)는 큰까마귀를 가리키는 말이기도 하고 송장까마귀(Corvus corone)를 가리키는 말이기도 하다.
오늘날에는 거의 사용되지 않지만 "몰인정"이라는 뜻의 unkindness, "음모"라는 뜻의 conspiracy를 "unkindness of ravens" 하는 식으로 큰까마귀떼라는 뜻의 집합명사로 사용하기도 했다.

### 아종
큰까마귀와 가장 유전적으로 가까운 종은 아프리카의 갈색목큰까마귀(Corvus ruficollis 코르부스 루피콜리스[*]), 흰가슴까마귀(Corvus albus 코르부스 알부스[*]) 및 북미 서남부의 치와와큰까마귀(Corvus cryptoleucus 코르부스 크립톨레우쿠스[*])이다. 일부 학자들은 아종의 수를 11개로 잡고, 일부 학자들은 8개로 잡는다.
| 아종 학명                                               | 그림 | 서식지                                                                               | 비고 |
| ------------------------------------------------------- | ---- | ------------------------------------------------------------------------------------ | --- |
| 코르부스 코락스 코락스 Corvus corax corax               |      | 서쪽으로는 유럽, 동쪽으로는 바이칼호, 남쪽으로는 코카서스 및 이란 북부               | 부리가 비교적 짧고 휘었다. 남서유럽(발레아레스, 코르시카, 사르데냐 등)에 서식하는 개체들은 부리가 더 휘었고 날개도 더 짧다. 때문에 이 지역 개체들을 코르부스 코락스 히스파누스(Corvus corax hispanus)라고 따로 분류하기도 한다. |
| 코르부스 코락스 바리우스 Corvus corax varius            |      | 아이슬란드 및 페로 제도                                                              | 프린키팔리스 아종 및 코락스 승명아종보다 몸에 기름기가 적고, 크기는 중간 정도이다. 목 깃털의 뿌리 부분은 흰색이다(멀리서는 안 보인다). 페로 제도에는 털이 흰색인 변종(알락큰까마귀)이 있었는데, 절멸하였다. |
| 코르부스 코락스 숩코락스 Corvus corax subcorax          |      | 그리스에서 인도 북서부를 거쳐 중앙아시아 및 중국 서부까지. 단 히말라야에는 서식 안함 | 코락스 승명아종보다 덩치가 크지만 목 깃털이 짧다. 대개 깃털이 모두 새까맣지만 목과 가슴에는 갈색목큰까마귀와 비슷한 약간 갈색끼가 돌기도 한다. 이것은 깃털이 해졌을 경우 더욱 두드러지게 나타난다. 목깃털 뿌리 부분의 색깔은 개체마다 차이가 있으나 거의 대부분 흰색이다. 코르부스 코락스 라우렌케이(Corvus corax laurencei)라는 학명이 사용되기도 한다. 이 학명은 1873년 앨런 옥타비안 흄이 파키스탄 신드 지방의 개체에 붙인 것으로서, 니콜라이 세베르초프가 수집한 숩코락스 아종의 기준표본이 갈색목큰까마귀의 오동정이라고 주장하는 측에서 주로 선호한다. 파키스탄 신드 지역 및 인도 서북부 국경에 서식하는 개체들은 펀잡큰까마귀(Punjab Raven)라고도 한다. |
| 코르부스 코락스 팅기타누스 Corvus corax tingitanus      |      | 북아프리카 및 카나리아 제도                                                          | 가장 작은 아종이다. 목 깃털이 가장 짧고, 깃털 기름기가 매우 뚜렷하다. 부리는 짧지만 통통하고, 부리 윗등성이는 강하게 구부러져 있다. 카나리아 제도의 개체들이 북아프리카 개체들보다 몸 색깔에 갈색끼가 돌며, 일부는 이들을 별개의 아종으로 분류하여 북아프리카 게체를 코르부스 코락스 팅기타누스, 카나리아 제도 개체를 코르부스 코락스 카나리엔시스(Corvus corax canariensis)라 한다. |
| 코르부스 코락스 티베타누스 Corvus corax tibetanus       |      | 히말라야                                                                             | 가장 큰 아종이며, 목 깃털이 가장 길고, 깃털 기름기가 가장 심하다. 부리는 크지만 피린키팔리스 아종의 부리만큼 풍채가 당당하지는 않다. 목 깃털 뿌리는 회색이다. |
| 코르부스 코락스 캄츠카티쿠스 Corvus corax kamtschaticus |      | 동북아시아                                                                           | 바이칼 지역에서 코락스 승명아종과의 중간형태가 발생한다. 덩치는 프린키팔리스 아종과 코락스 승명아종의 중간 정도이며, 코락스 승명아종보다 확연히 크고 두꺼운 부리를 가졌다. |
| 코르부스 코락스 프린키팔리스 Corvus corax principalis   |      | 북아메리카 북부 및 그린란드                                                          | 덩치가 크고 부리도 크다. 깃털 기름기가 심하고, 목 깃털이 잘 발달되어 있다. |
| 코르부스 코락스 시누아투스 Corvus corax sinuatus        |      | 미국 중남부 및 중앙아메리카                                                          | 프린키팔리스 아종과 비교해 덩치가 작고 부리가 좁다. 미국 남부 국경지대 및 멕시코 북서 국경(레비야히헤도 제도 포함)의 개체들이 북미 최소종인데, 이 개체들을 따로 묶어 코르부스 코락스 클라리오넨시스(Corvus corax clarionensis)로 분류하는 학자도 있다. |

### 진화사
큰까마귀는 구세계에서 진화하여 베링 육교를 건너 북미 대륙으로 유입되었다. 최근의 유전학적 연구에 따르면, 전세계의 큰까마귀의 DNA를 검사한 결과 이들을 두 개의 계통군으로 나눌 수 있음이 밝혀졌다. 하나는 미국 서남부에서만 발견되는 캘리포니아 계통군이고, 다른 하나는 거기를 제외한 북반구 전역에서 발견되는 전북구 계통군이다. 두 계통군의 큰까마귀는 겉보기에는 똑같이 생겼지만 유전적으로는 명확히 구분되며 약 2백만 년 전부터 그 분화가 시작되었다.
이 연구는 미토콘드리아 DNA에 기반한 것으로, 캘리포니아 이외 지역의 미국 서식 큰까마귀들은 캘리포니아 계통군보다 유럽 및 아시아의 개체들과 더욱 밀접한 연관이 있다. 캘리포니아 계통군의 개체들은 전북구 계통군과 비교해 치와와큰까마귀(Corvus cryptoleucus)와 유전적으로 가까우며, 전북구 계통군은 흰가슴까마귀(Corvus albus)와 유전적으로 가깝다. 하여 지금까지 구획지어지던 큰까마귀 아종들은 측계통군으로 판단되어야 한다.
이러한 유전적 발견에 대한 한 해석은 다음과 같다. 캘리포니아의 큰까마귀들이 최소 2백만 년 전 빙하기 때 유럽 및 아시아의 친척들로부터 고립되었다. 1백만 년 전, 캘리포니아 계통군의 큰까마귀가 새로운 종인 치와와큰까마귀로 진화했고, 한참 뒤에 전북구 계통군의 큰까마귀들이 아시아로부터 유입되었다. 아마 인간도 이때 함께 북미대륙에 유입된 것으로 생각된다.
큰까마귀 미토콘드리아 DNA 연구의 최근 성과에 따르면, 카나리아 제도에 서식하는 개체군은 또 다른 개체들과 구분된다. 북아프리카에 서식하는 개체들은 연구 피험체로 사용되지 않았기에, 북아프리카 개체들의 유전적 위치는 불확실하나, 이들의 형태는 카나리아 제도 개체들과 매우 가깝다(상술한 표에서 보듯 두 개체군이 하나의 아종으로 분류되기도 한다).

## 신체

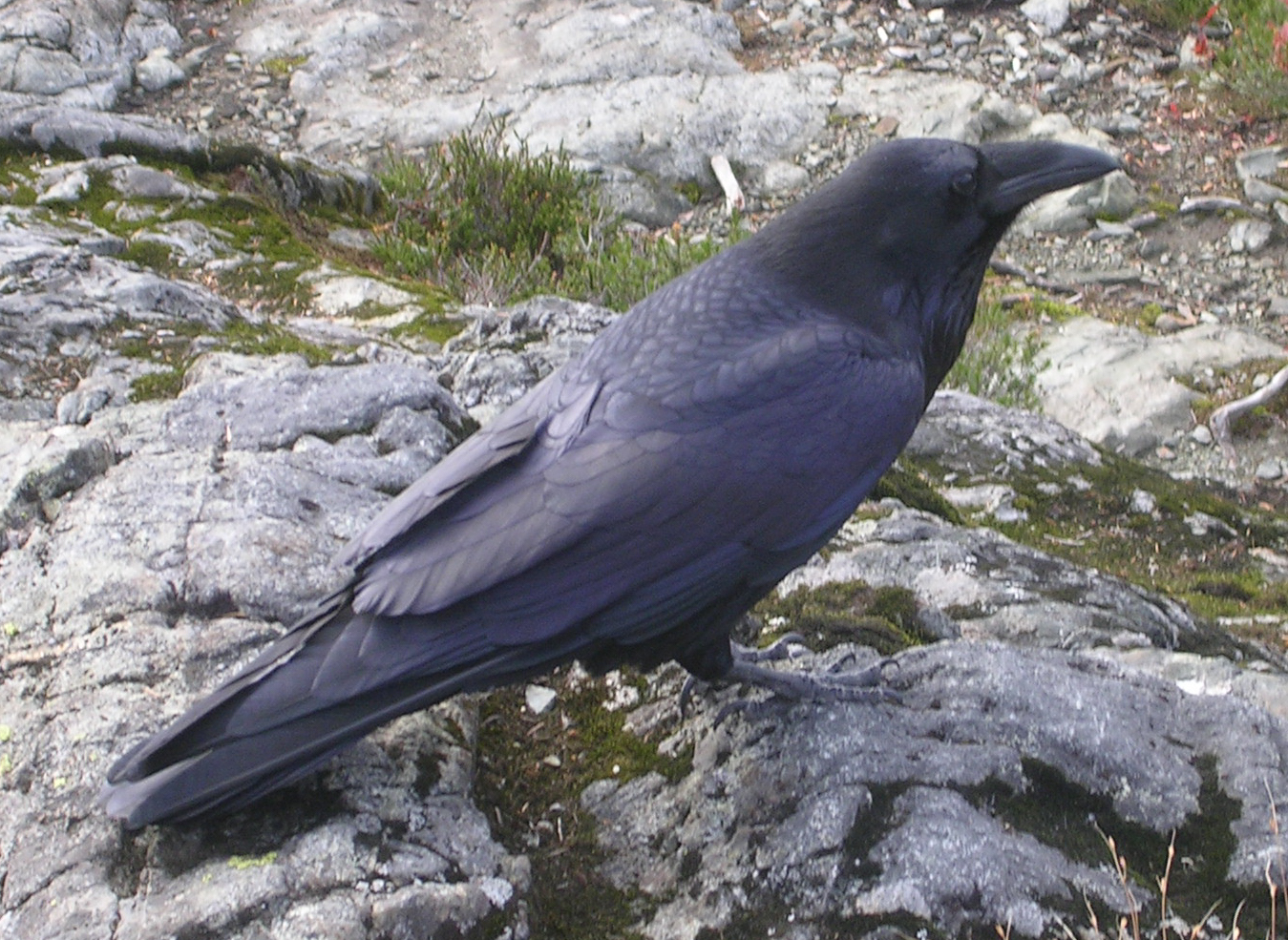
햇빛을 받은 큰까마귀 깃털이 훈색을 일으켜 파란색 또는 보라색으로 보이기도 한다.

성숙한 큰까마귀는 신장 54 ~ 67 센티미터(21 ~ 26 인치), 익폭 115 ~ 130 센티미터(45 ~ 51 인치), 체중 0.69 ~ 2 킬로그램(1.5 ~ 4.4 파운드)로, 참새목에서 가장 크고 무거운 종 중 하나이다. 히말라야나 그린란드 같은 추운 지역에 사는 개체일수록 덩치가 크고 부리도 크며, 상대적으로 따뜻한 지역에 살면 덩치도 작고 부리도 그에 비례해 작아진다. 이 차이는 지역별로 매우 커서, 캘리포니아 개체의 평균 체중은 784 그램(1.728 파운드)인 데 비해 알래스카 개체의 평균 체중은 1135 그램(2.502 파운드), 노바스코샤 개체의 평균 체중은 1,230 그램(2.71 파운드)이다. 큰까마귀는 부리가 큰 편인 새이며, 살짝 구부러져 있다. 부리 윗등성이 길이는 5.7 ~ 8.5 센티미터(2.2 ~ 3.3 인치)로 참새목 새들 중 가장 부리가 큰 축에 든다(이보다 큰 참새목 새는 큰부리큰까마귀밖에 없다). 꼬리는 끝으로 갈수록 점차 가늘어지는 모양이고, 길이는 20 ~ 26.3 센티미터(7.9 ~ 10.4 인치)로 긴 편이다. 깃털은 거의 완전히 새까맣고 훈색을 띤다. 홍채는 어두운 갈색이다. 목 깃털은 가늘고 길며 뿌리는 갈색끼 도는 회색이다. 다리와 발은 다부지고 부척골 길이는 6 ~ 7.2 센티미터(2.4 ~ 2.8 인치)이다. 어린 개체의 깃털은 비슷하지만 광택이 덜하고 홍채가 푸른 회색이다.
커다란 덩치 외에도 큰까마귀가 다른 까마귀들과 구분되는 점은 부리가 매우 크고 묵직하며, 목주위와 부리 위 깃털이 텁수룩하고, 꼬리깃이 쐐기 모양이라는 것이 있다. 날아다니는 큰까마귀는 그 꼬리 모양과 커다란 익폭을 통해 다른 까마귀들과 구분할 수 있다. 또 그 상승비행 형태도 날개의 상하운동이 적어서 보다 안정되어 있다. 묵직한 신체에도 불구하고 큰까마귀는 작은 까마귀들만큼 민첩하게 비행한다. 이들이 비행할 때면 깃털들이 마치 비단이 바시락거리는 것 같은 소음을 발생시킨다. 큰까마귀의 울음소리 역시 다른 까마귀들과 달라서, 꺽꺽거리는 깊은 소리는 까마귀 울음소리보다 훨씬 더 잘 울려퍼진다. 북미에서는 치와와큰까마귀(C. cryptoleucus)가 미국 남서부에 서식하는 좀 작은 큰까마귀들과 덩치가 비슷하지만 그래도 부리 크기가 더 작고 꼬리가 더 긴 등의 특징으로 인해 큰까마귀와는 구분된다. 유라시아의 전신이 새까만 송장까마귀(C. corone)는 큰까마귀처럼 부리가 크지만 덩치가 작고 날개와 꼬리의 모양이 전형적인 비-큰까마귀 까마귀의 그것이므로 역시 구분된다.
페로 제도에는 털이 흰색인 변종이 존재했는데 알락큰까마귀라고 불렀다. 그러나 알락큰까마귀는 오늘날 멸종되어 찾아볼 수 없다. 야생에서 흰색 큰까마귀가 드물게 발견되기도 한다. 브리티시컬럼비아에서 발견되는 개체들은 백색증의 특징인 분홍색 눈을 가지고 있지 않으며, 멜라닌뿐만 아니라 여러 종류의 색소들이 열여된 백변종이다.
큰까마귀의 발성 음역은 매우 넓으며 이는 조류학자들의 관심의 대상이 되고 있다. 1960년대 초 그위너(Gwinner)가 중요한 선행연구들을 수행하여 매우 상세한 기록 및 사진자료를 남겼다. 채록된 큰까마귀 울음소리는 적게는 15개, 많게는 30개로 구분되며 그 중 대부분은 사회적 상호작용을 위해 사용된다. 부르는 소리도 경보의 의미로 부르는 소리, 쫓아가면서 부르는 소리, 비행하면서 부르는 소리들이 있다. 큰까마귀의 부르는 소리는 매우 깊게 울려서, 까마귀과의 다른 새들과는 분명히 이질적인 "께옥-께옥-께옥" 같은 소리를 낸다. 또 높은 "톡-톡-톡", 건조하고 삐걱거리는 "크라아아", 후두에서 나오는 달가닥거리는 낮은 소리 등 다양하고 복잡한 어휘를 가지고 있다. 몇몇 울음소리는 거의 음악적인 성질을 나타내기도 한다.
까마귀과의 다른 새들과 마찬가지로 큰까마귀는 주위 환경의 소리를 모방할 수 있으며, 모방할 수 있는 소리 중에는 인간의 말소리도 포함된다. 그 외에 목으로 내는 소리는 아니지만 날갯짓을 통한 휘파람과 부리를 딱딱거리는 소리도 낸다. 짝짝 짤깍거리는 소리는 수컷보다 암컷이 더 자주 내는 것이 관찰되었다. 부부 한 쌍 중 한 마리가 없어지면 나머지 한 마리가 짝을 찾아 계속 우는 소리를 내기도 한다.

## 분포 및 서식지

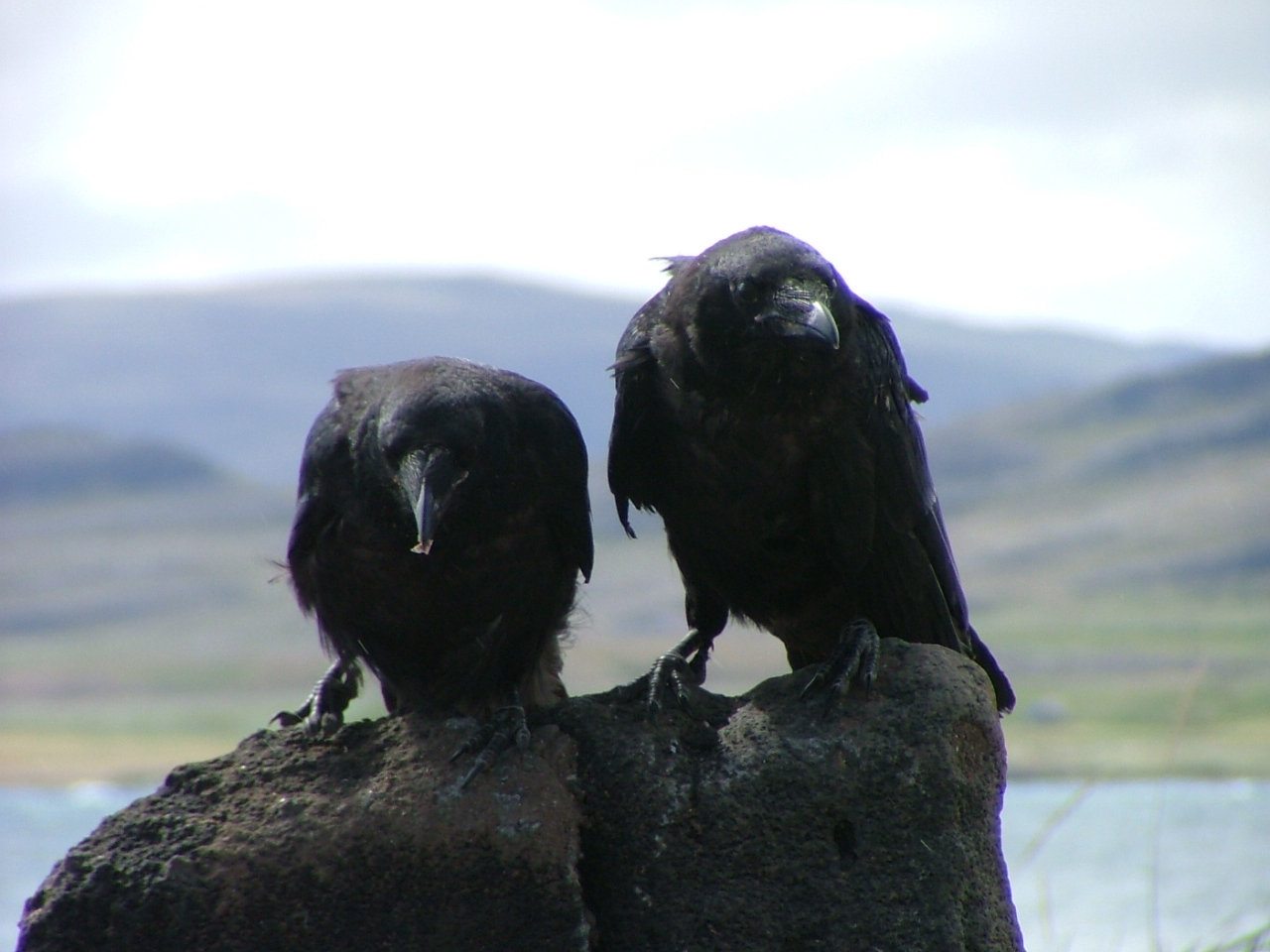
아이슬란드의 새끼 두 마리

큰까마귀는 여러 기후에 적응할 수 있다. 큰까마귀는 까마귀속에서 가장 넓은 지역에 서식하는 종일 뿐 아니라, 연작류 전체에서 가장 넓은 지역에 서식하는 종 중 하나이다. 큰까마귀는 북극에서부터 알래스카, 북아메리카와 유라시아의 온대기후지역을 거쳐 북아프리카의 사막과 태평양의 섬가에 이르기까지 전북구 전체에 분포한다. 영국 제도에서는 남부 잉글랜드보다는 스코틀랜드, 웨일스, 북잉글랜드, 서아일랜드에 흔하다. 티베트에서는 해발고도 5,000 미터(16,400 피트)에 서식하는 것이 기록되기도 했으며, 에베레스트 산기슭 해발고도 6,350 미터(20,600 피트) 지점에 서식하는 것도 있었다. 또 파키스탄의 신드 지역 및 인도 북서국경지대에만 사는 아종을 펀잡큰까마귀라고 부르기도 한다. 북극 지역을 제외하면, 큰까마귀는 한 곳에 1년 내내 눌러앉아 사는 텃새이다. 간혹 드물게 남쪽으로 이동하기도 한다. 한반도에서의 기록으로 북한에서 1963년 3월 17일 양강도 백두산, 이후 양강 삼지연, 보천에 기록되었으며 대한민국에서는 2009년 10월 21일 인천 옹진 소청도에서 1개체가 처음 관찰됐다. 이후 2016년에 백두산의 중국 북한 국경지대 인근에서 관찰되기도 했다 
대부분의 큰까마귀는 탁 트인 개활지가 옆에 있는 삼림지역 또는 해안지역을 선호한다. 이는 둥지를 틀고 먹이를 구할 곳을 찾기 위함이다. 미국 캘리포니아 같은 인구밀집지역에서는 먹이로 삼을 것이 풍부하여 개체수 급증이 일어나기도 한다. 해안지역에 서식하는 개체들은 보통 고르게 분포하면서 바다 절벽 위에 둥지를 튼다. 큰까마귀가 해안지역을 서식지로 선호하는 것은 물과 수산물을 쉽게 구할 수 있기 대문으로 생각된다. 또한 해안가는 내륙의 극한 또는 극열을 피해 안정적인 기후환경을 누릴 수 있다.
대체로 큰까마귀는 어디서든 잘 살지만 심하게 기복진 지형을 좋아한다. 환경이 심하게 변화하면 큰까마귀는 스트레스 반응을 나타낸다. 시상하부 뇌하수체 부신 축에 의해 코르티코스테론이라는 호르몬이 분비되는데, 이는 매우 먼 거리를 이주한다거나 따위의 사건에 대한 스트레스 반응으로서 활성화된다.

## 습성
큰까마귀는 대개 부부 한쌍으로 다니지만 어린 개체들은 떼를 지어 다닌다. 같은 큰까마귀 사이에는 싸움이 자주 일어나지만, 일가붙이에게는 상당한 헌신을 보여준다.

### 식성

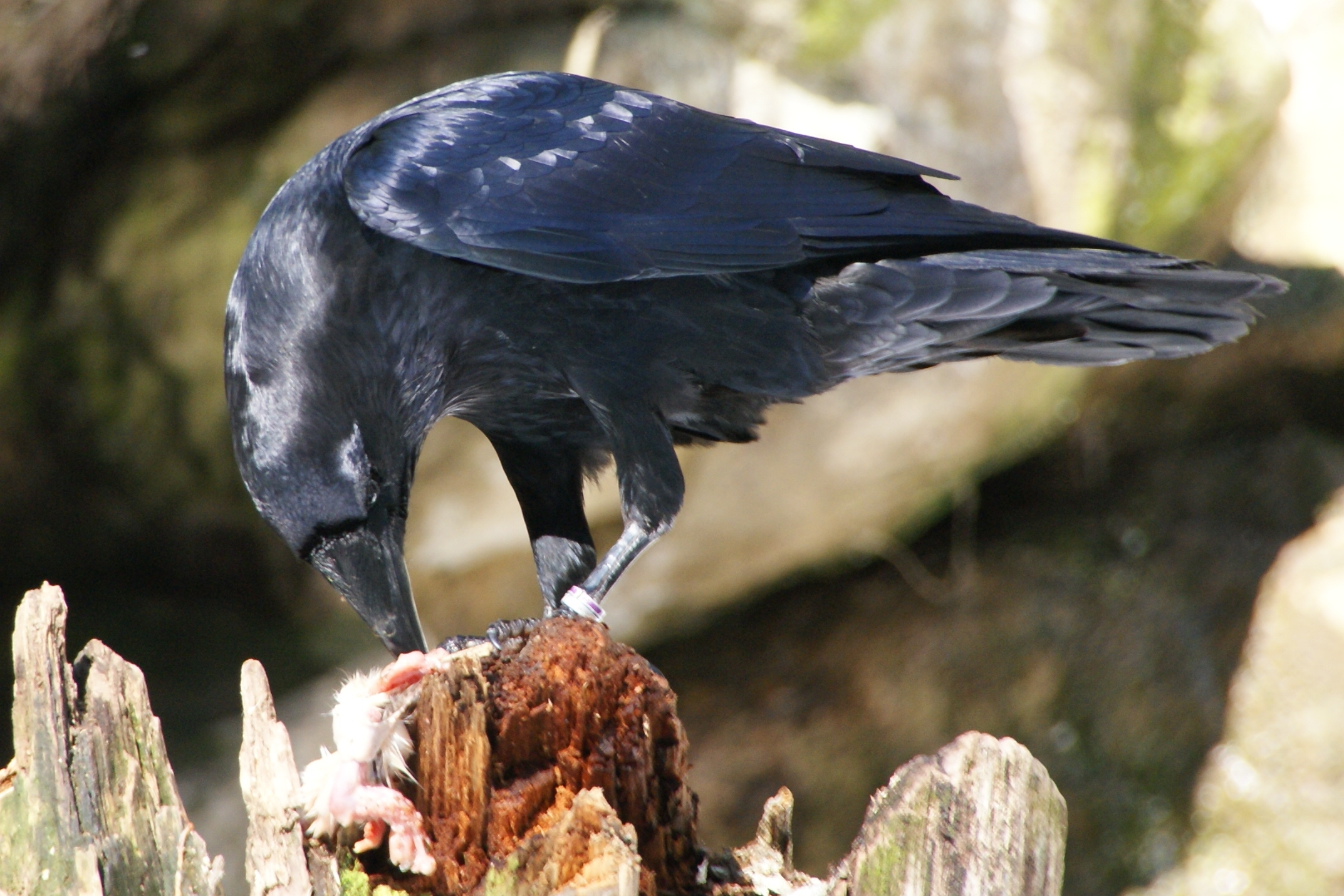
뭘 뜯어먹고 있다.

큰까마귀는 잡식성이며 매우 기회주의적이다. 장소마다 계절마다 되는대로 획득이 가능한 먹이는 아무거나 먹는다. 예컨대 알래스카의 툰드라 지역에 사는 개체들은 먹이의 절반 정도를 밭쥐속 설치류 사냥으로 얻고, 나머지 절반은 순록이나 뇌조의 시체를 통해 얻는다.
일부 지역에서는 사냥을 하지 않고 거의 전적인 청소동물로 살기도 하며, 부육 뿐 아니라 거기에 꾀는 구더기나 송장벌레 같은 것도 덤으로 집어먹는다. 부육의 크기가 너무 커서 큰까마귀 자신 뿐 아니라 갈고리 부리를 가진 독수리 등도 고기를 찢지 못할 때는 다른 포식자가 고기를 찢어낼 때까지 기다리거나 다른 수단을 동원해서 가죽을 찢는다. 식물성 먹이로는 곡물 이삭, 장과류 열매, 나무과일 등이 있다. 또 작은 무척추동물, 양서류, 파충류, 소형 포유류와 새까지 골고루 잘 먹는다. 또 동물 배설물에 섞여 나온 소화되지 않은 것도 주워먹고 인간의 음식물 쓰레기도 먹는다. 잉여 음식물은 저장하는데, 대개 지방이 풍부한 것을 저장한다. 그리고 음식을 다른 큰까마귀가 볼 수 없는 곳에 숨기는 수작도 부린다. 북극여우 같은 다른 동물이 먹이를 먹고 있는 현장을 덮쳐서 갈취하기도 한다. 때로는 회색늑대 같은 대형 개과동물을 따라다니면서 노동기생을 하기도 한다. 큰까마귀는 다른 새의 둥지에 대해서는 철저한 포식자로, 알, 새끼, 기회가 된다면 어른 새까지 몽땅 언죽번죽 집어먹는다. 이 습성이 현재 멸종위기종인 캘리포니아콘도르의 주요 위기 원인 중 하나로 꼽히는데, 사람들이 콘도르를 재도입 및 방사해 놓으면 까마귀들이 기다렸다는듯이 콘도르 알을 모두 까먹어 버리기 때문이다.

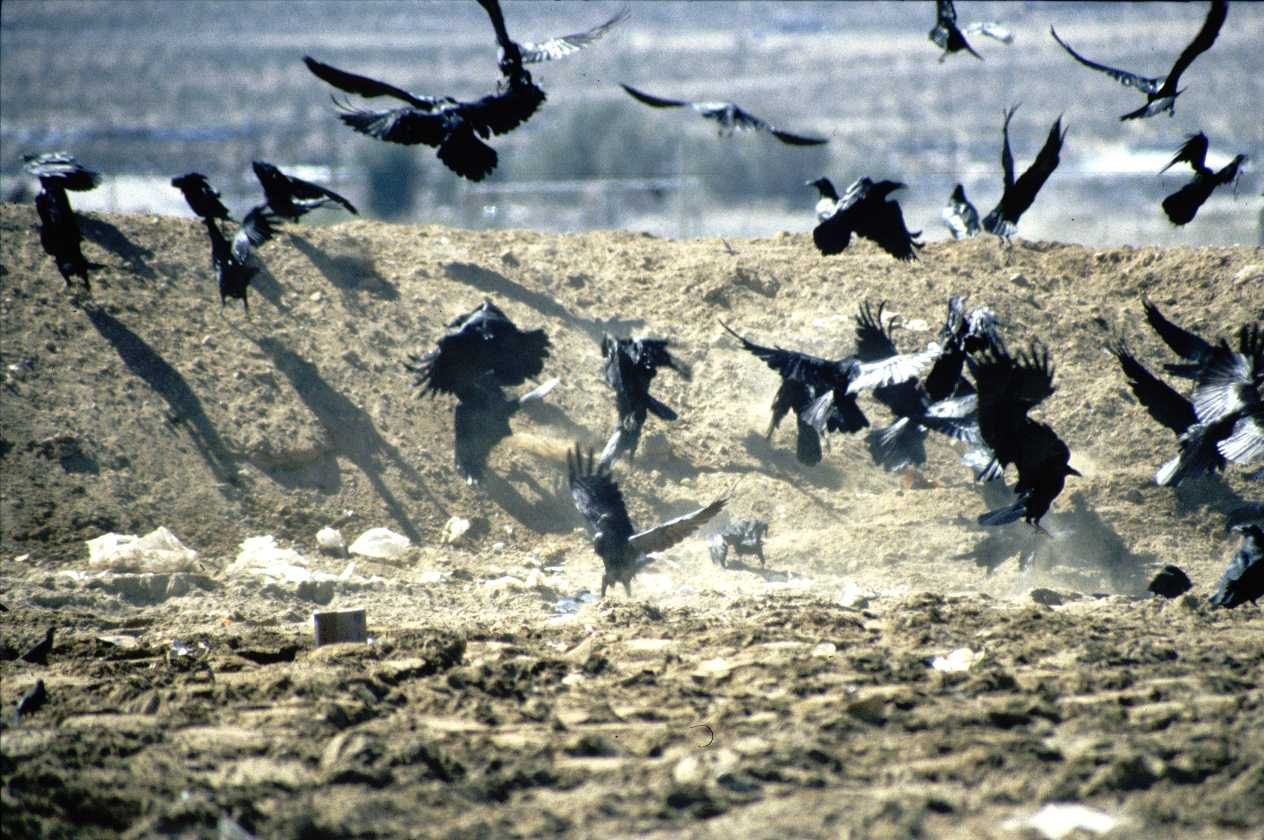
쓰레기더미를 뒤지는 큰까마귀 떼.

인간 주위에서 살아가는 큰까마귀들은 먹이의 대부분을 인간이 배출하는 음식물 쓰레기를 통해 해결한다. 도로변에 사는 개체들은 로드킬 당한 척추동물의 시체를 주로 먹는다. 이러한 먹이공급원에서 먼 곳에 사는 개체는 무척추동물 및 식물성 먹이의 비중이 상승한다. 새끼가 깃털이 다 날 때까지 자라서 독립하는 성공률은 인간의 쓰레기를 먹고 사는 쪽이 더 높았다. 한편 1984년에서 1986년에 걸쳐 아이다호 남서부의 농촌지역에 서식하는 큰까마귀의 식성을 연구한 결과에서는 펠릿에서 소형 포유류, 메뚜기, 가축 시체, 다른 새를 먹은 흔적도 발견되었지만 주된 구성성분은 곡물류였다.
큰까마귀의 행동양태 중에 "모집(recruitment)"이라는 것이 있다. 어린 큰까마귀가 먹이 노다지(주로 시체류)를 발견하면 큰 소리로 여러 차례 소리를 질러 다른 개체들을 불러모은다. 베른트 하인리히는 저서 《겨울의 까마귀》(Ravens in Winter)에서 이 행동을 어린 개체들이 성체들에게 쫓겨나지 않고 시체를 뜯어먹기 위해 성체들보다 더 많은 수가 모이도록 진화한 것이라고 추론했다. 또다른 해석으로는 대형 포유류의 사체는 적은 수의 새들이 다 뜯어먹기 어렵기 때문에 정보를 공유하는 것일 뿐이라는 해석도 있다. 그러나 미끼를 이용한 실험들에서는 이러한 모집 행위가 미끼의 크기와는 독립적이라는 결과가 나타났다.
또한 큰까마귀가 식물 종자의 확산에 기여한다는 연구도 있다. 야생에서 큰까마귀는 최적의 서식지를 선택하고 자기 생존에 적절한 장소에 종자를 확산시킨다.

### 포식
큰까마귀는 덩치가 클 뿐 아니라 무리지어 생활하고 또 방어적 능력이 뛰어나기에 천적이 거의 없다. 올빼미, 담비, 수리가 큰까마귀의 알을 노릴 수 있다. 큰까마귀는 어린 개체들을 지키기 위해 상당히 박력있게 싸우며, 대개 위협을 물리치는 데 성공한다. 잠재적 포식자에게 날아들어 큰 부리로 들이받는 선제공격을 하기도 한다. 인간 역시 큰까마귀 둥지에 너무 가까이 다가갔다가 심한 부상으로 이어지는 경우는 드물지만 공격받을 수 있다. 큰까마귀보다 큰 새가 큰까마귀를 먹이로 삼은 기록이 소수 존재한다. 아메리카에서 포식자로 보고되는 새로는 미국수리부엉이, 참매, 흰머리수리, 검독수리, 붉은꼬리말똥가리 등이 있다. 보라매와 말똥가리는 어린 큰까마귀만 공격한 것일 가능성도 있으며, 송골매 한 개체가 이제 갓 날개돋이를 마친 큰까마귀를 공격했다가 부모 큰까마귀에게 쫓겨나는 것이 목격된 바 있다. 한편 유라시아에서 큰까마귀의 천적으로 확인된 맹금은 검독수리, 수리부엉이, 흰꼬리수리, 참수리, 흰죽지수리, 백송고리 등이 있다. 큰까마귀는 맹금류에게도 다소 위험한 먹이이기 때문에, 맹금류는 불시에 습격하거나 주로 어린 개체들을 노리는 방식으로 큰까마귀를 사냥한다. 또 스라소니, 코요테, 쿠거 등의 대형 포유류 포식자도 큰까마귀를 공격하지만 이는 맹금류의 공격보다 훨씬 드물다. 육식 포유류의 큰까마귀 공격은 대개 다른 먹이가 부족할 때 둥지 근처에서 벌어진다. 큰까마귀는 새로운 시체더미가 생겼을 때 매우 경계하여, 북미에서는 아메리카까마귀나 큰어치가 먼저 시체에 접근해 먹을 때까지 기다리는 모습이 목격되기도 하였다.

### 번식

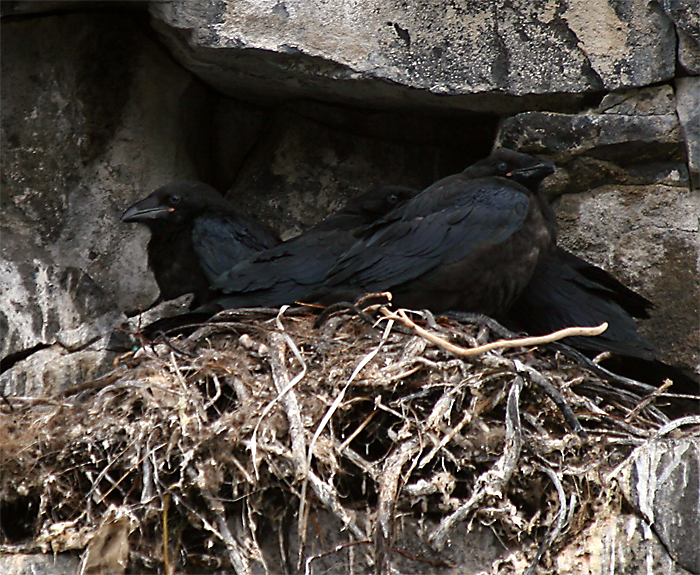
둥지에 앉은 새끼. 아이슬란드 흐비트세크루르에서 촬영

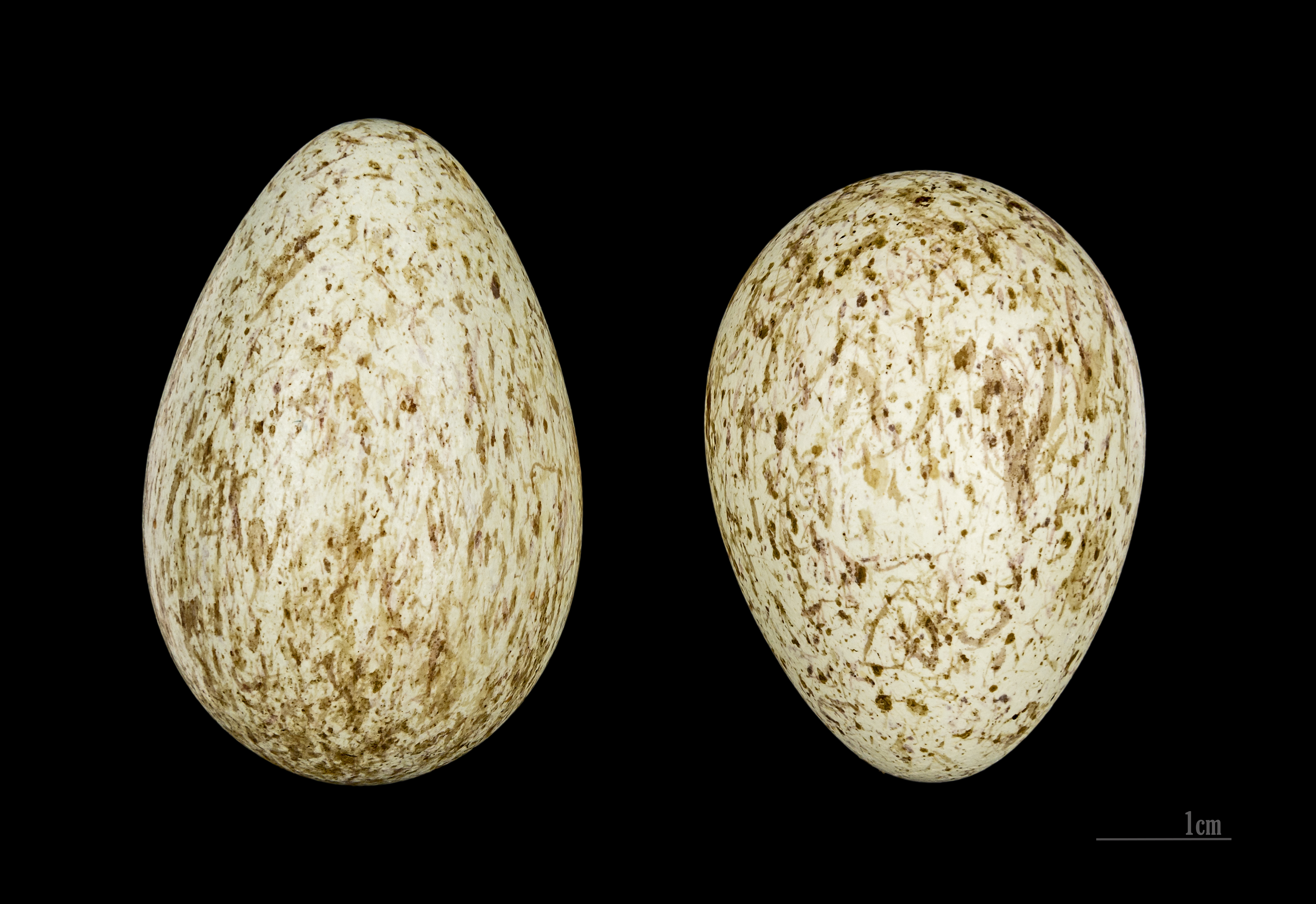
큰까마귀의 알

새끼들은 아주 어렸을 때부터 구애를 하기 시작하지만, 2, 3년 동안은 어느 누구와 결합하지 않는다. 공중곡예, 전시와 지능, 먹이를 구해오는 능력이 구애의 핵심 요소이다. 일단 짝을 지으면 부부는 평생을 함께 살며 사는 둥지도 대개 같은 곳으로 유지된다. 그러나 모든 큰까마귀가 일부일처제를 하는 것은 아니다. 암컷의 짝이 어디 가 있고 없을 때 다른 수컷이 둥지를 찾아오는 것이 목격된 바 있다.
짝을 지은 큰까마귀 부부는 자기들의 텃세권이 마련되어야 둥지를 짓고 번식을 하기에, 매우 공격적으로 텃세권과 그 안의 먹이 자원을 지키려 든다. 텃세권의 크기는 그 지역의 먹이 자원의 밀도에 따라 달라진다. 둥지는 막대기와 잔가지들을 우묵한 그릇 모양으로 엮고 안쪽에는 뿌리, 진흙, 나무껍질을 넣어 고정한 뒤 사슴털 같은 부드러운 물질을 가장 안쪽에 덧댄다. 둥지는 대개 커다란 나무 위나 절벽에 튀어나온 암봉에 위치해 있고, 오래된 건물이나 전신주에도 드물지만 둥지를 짓는다.
암컷은 푸르스름한 녹색에 갈색 얼룩이 있는 알을 3 ~ 7개 낳는다. 알은 18 ~ 21일 정도 품고, 암컷 혼자 품는다. 수컷은 새끼 옆에 서 있거나 웅크리거나 하면서 곁을 지키지만 새끼를 품어 주는 일은 없다. 날개돋이는 35 ~ 42일이 걸리며, 부모가 함께 새끼를 먹여살린다. 새끼는 날 수 있게 된 뒤에도 6개월 동안 부모와 함께 머무른다.
대부분의 서식지에서 산란은 2월 말에 시작한다. 보다 추운 지역에서는 그보다 늦어져서 그린란드와 티베트에서는 4월에야 알을 품기 시작한다. 따뜻한 파키스탄에서는 반대로 12월로 앞당겨진다. 알과 알에서 막 깬 새끼는 드물지만 매, 수리, 올빼미, 담비, 개과동물의 먹이가 될 수 있다. 성체는 머릿수와 몸집뿐 아니라 머리도 좋아 잡아먹히는 일이 매우 드물기에 이러한 포식자들로부터 대부분 새끼를 성공적으로 방어해낼 수 있다. 포식자가 둥지 가까이 다가오면 포식자의 머리 위로 돌을 떨어뜨리는 것이 목격된 적도 있다.
큰까마귀는 수명이 길며, 사육 등 보호받는 환경에서는 더욱 오래 산다. 런던탑의 큰까마귀들은 40년 이상을 산다. 야생에서의 수명은 그보다는 다소 짧아서 대개 10 ~ 15년 정도이다. 발찌를 채운 야생 큰까마귀들 중 최장의 수명을 기록한 개체는 23년 3개월을 살았다.

### 지능
| “ | 까마귀(crows), 큰까마귀, 까치, 어치들은 유전자에 의해 엄격히 프로그래밍된 깃털 달린 기계가 아니다. 이들은 자신들의 분자유전적 한계 안에서 복잡한 결정을 내리고 풍부한 인식능력을 이용하는 모든 징후를 보여준다. | ” |
|   | — 캔디스 새비지 |   |

큰까마귀의 뇌는 조류 전체를 통틀어 가장 큰 축에 속하며 일반적인 포유류를 능가한다. 이들의 뇌피질은 확실히 매우 큰 편이다. 큰까마귀들은 모방, 통찰, 문제해결능력과 같은 인지능력을 나타낸다.

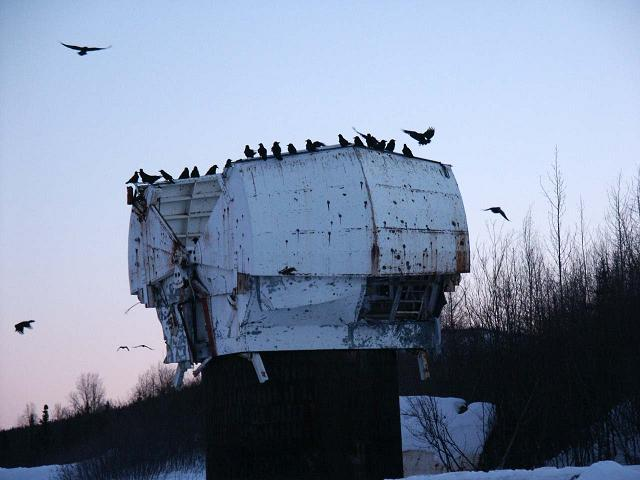
알래스카의 다 허물어져가는 NIKE 유도탄 레이다 돔을 횃대로 쓰고 있는 큰까마귀 떼.

언어학자 데릭 비커튼은 최근 베른트 하인리히의 연구에 기반하여 큰까마귀가 전위 능력을 가지고 있음이 밝혀진 단 네 종의 동물(나머지 셋은 꿀벌, 개미, 인간) 중 하나라고 주장했다. 전위능력이란 의사소통 시점과 시공간적으로 떨어져 있는 물체 및 사건에 대해 의사소통할 수 있는 능력을 말한다. 어린 미성숙한 큰까마귀들은 밤이면 여럿이 떼지어 횃대 구실을 할 물건 위에 앉아 모이고, 낮에는 혼자서 먹이를 찾아 돌아다닌다. 그러다가 어느 한 마리가 어른 큰까마귀 한 쌍이 지키고 있는 커다란 부육 덩이를 발견하면 횃대로 돌아와 자신의 발견을 전한다. 다음날 낮이 되면 어린 큰까마귀 떼가 우루루 몰려가서 어른 큰까마귀 부부를 쫓아내고 고기를 차지한다. 비커튼은 인간 언어 진화사에서 전위의 등장이 어쩌면 가장 중요한 사건이었을 것이라고 주장하며, 큰까마귀는 인간과 이 점을 공유하는 유일한 척추동물이라고 말한다.
한 실험에서는 큰까마귀의 통찰능력과 문제해결능력이 어느 정도 수준인지 알아보기 위해 횃대에 줄을 묶고 거기 고기조각을 매달아 놓았다. 고기에 닿기 위해서는 횃대 위에 서서 줄이 묶인 고리를 밟아 잡으며 줄을 조금씩 잡아당겨야 했다. 큰까마귀들은 다섯 중 네 마리 꼴로 실험에 성공했다. 실험을 성공하지 못한 경우(고기를 아예 무시하거나 실을 홱 잡아당겨서 실패하는 등)부터 지속적인 접근에 성공(고깃조각을 끌어올려 먹는 데 성공)하기까지의 과도변천은 시행착오 학습을 명백히 나타내지 않으면서 발생했다. 이러한 실험결과는 큰까마귀가 “발명가(inventors)”로서 문제해결능력을 가진 존재라는 가설을 뒷받침한다. 큰까마귀가 부리는 갖은 재주들은 과거 타고난 행동이라고 주장한 적도 있었으나, 현재는 큰까마귀들의 문제해결능력 적성이 각각의 개체마다 또 서로간에 배워가며 발전하는 것이라는 생각이 대세이며 이는 인간 이외의 동물에게서 지적 통찰 능력의 여지를 발견할 희망을 보여주고 있다.
또다른 실험에서는 일부 큰까마귀가 다른 큰까마귀 개체들을 고의적으로 기만할 수 있다는 것도 밝혀졌다.
큰까마귀가 동물 시체를 발견하면 회색늑대를 부르는 것이 발견된 적도 있다. 늑대가 질긴 동물 가죽을 찢어 먹고 나서도 몸집이 작은 까마귀들이 먹을 정도의 시체 찌꺼기는 충분히 남게 된다. 또 다른 큰까마귀가 먹이를 묻어서 저장한 장소를 지켜보아 기억하고 있다가 그 음식을 도둑질하기도 한다. 이러한 도둑질은 매우 빈번하게 일어나기 때문에 큰까마귀는 먹이를 숨기기 적당한 장소를 찾기 위해 상당히 먼 거리를 날아다닌다. 한편 땅만 파고 먹이는 묻지 않는 것이 목격된 적도 있는데, 아마 자신을 지켜보는 도둑들을 혼란시키기 위한 기만작전을 벌이는 것일 수도 있다.
큰까마귀는 조약돌, 금속조각, 골프공 따위의 반짝거리는 물체를 모으는 습성이 있다. 한 가설에서는 이들이 반짝이는 물체를 모으는 것이 다른 개체들에게 과시를 하기 위한 것이라고도 한다. 반면 또다른 연구에서는 어린 개체들은 새로운 물건이라면 무엇이든지 궁금해하며, 큰까마귀가 밝고 둥근 물체를 좋아하는 것은 그런 물체들이 새알을 닮았기 때문일 뿐이라고 하기도 한다. 성숙한 개체는 새로운 것에 대한 흥미를 잃어버리며, 반대로 극심한 새것공포증(neophobic)을 나타낸다.

### 놀이
큰까마귀의 놀이행동에 대한 인식도 증가하는 추세이다. 어린 큰까마귀 개체들은 모든 조류 종들을 통틀어서 가장 놀기 좋아하는 새에 속한다. 눈 쌓인 비탈에서 썰매를 타는 모습이 관찰되기도 했는데, 순전히 실용적인 목적 없이 재미를 위한 행동인 것으로 보인다. 자기들끼리만 노는 것이 아니라 늑대, 수달, 개 같은 이종의 동물들과도 나잡아봐라 술래잡기를 하기도 한다. 큰까마귀는 곡예비행 능력이 매우 탁월하여, 고리 모양을 형성해 날거나 서로서로 발톱을 채워 마주안고 날거나 하는 짓도 한다.
또한 큰까마귀는 장난감을 만들어 노는 극소수의 야생동물 중 하나이다. 여럿이 놀기 위해 잔가지를 부러뜨려 놀잇감으로 삼는 것이 목격된 바 있다.

## 인간과의 관계

### 보존 및 관리

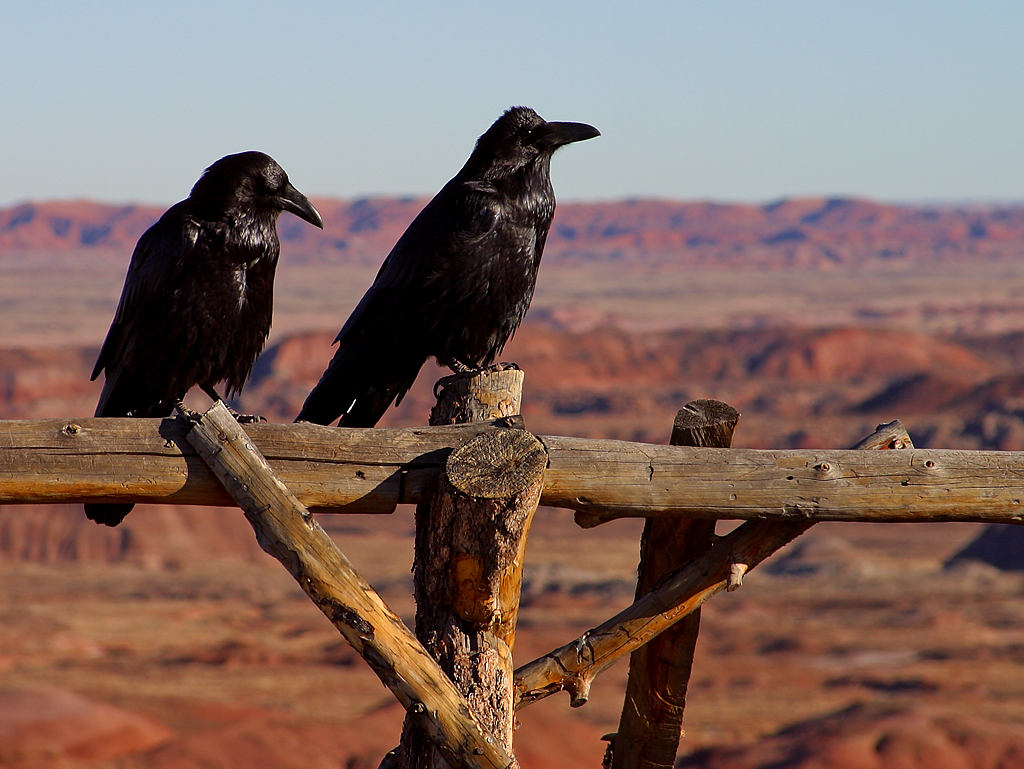
페트리피드 포레스트 국립공원의 큰까마귀 두 마리.

까마귀속의 작은 까마귀들(crow)과 비교했을 때, 큰까마귀는 도시 지역보다는 산간지역이나 삼림지역, 농촌지역을 서식지로 선호하는 경향이 있다. 일부 지역에서는 개체수가 급격히 증가하여 농업해수가 되기도 한다. 큰까마귀는 작물, 특히 곡식류에 해를 끼칠 수 있다. 또한 가축에게도 해를 끼칠 수 있어서 특히 어린 염소, 양, 송아지 새끼들이 죽임을 당하는 경우가 잦다. 큰까마귀는 대개 어린 가축의 면상 부위를 공격한다고 알려져 있다. 다만 벌레를 잡아먹거나 하는 등의 행동이 잡아먹으려고 공격하는 것으로 농장주에게 오인된 경우가 더 흔하다.
모하비 사막 서부에서는 인간 정착지와 토지 개발로 인하여 큰까마귀 개체수가 25년간 약 16배 불어났다. 마을, 쓰레기매립지, 하수처리장, 인공연못 등은 큰까마귀의 먹이 및 식수 공급원이 되었다. 또한 전신주와 가로수는 이들의 둥지 구실을 해 주었고, 고속도로에서 로드킬된 시체를 뜯어먹으려고 모이기도 한다. 모하비 일대의 까마귀 개체수 증가는 절멸위기종인 사막땅거북에게 위협이 되고 있다. 아직 등껍데기가 굳지 않아 말랑하고 움직임이 느린 새끼 거북은 큰까마귀에게 손쉬운 먹잇감이다. 이렇듯 멸종 위기는커녕 오히려 너무 많아서 걱정임에도 불구하고, 미국 의회는 1971년 큰까마귀를 1918년 철새보호법 대상에 포함시켰다. 큰까마귀 개체수를 조절하기 위한 시도로는 사살, 덫 등이 있으며 노출되는 쓰레기 양을 줄이도록 지역 담당자들에게 요청하는 것도 이러한 일환 중 하나이다. 핀란드에서는 18세기 중반부터 1923년까지 큰까마귀에 현상금을 매기기도 했다. 알래스카에서는 큰까마귀 개체수 증가로 스텔러솜털오리(Polysticta stelleri)가 위협을 받자 큰까마귀에 대한 제한적 중성화 사업을 실시하고 있다.

### 문화적 표현

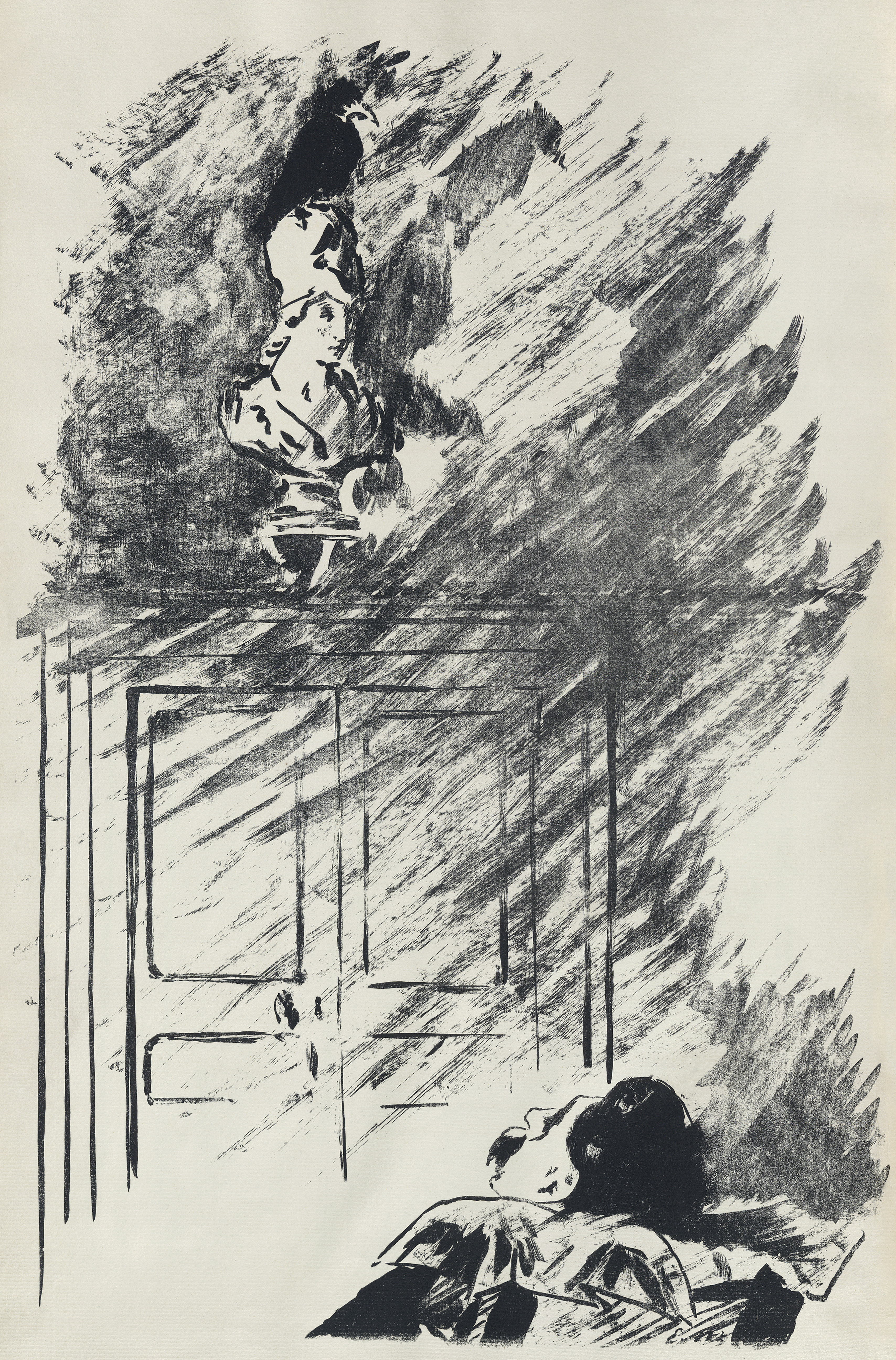
에드거 앨런 포의 〈큰까마귀〉 삽화. 에두아르 마네가 그렸다.

일부 서양 문화에서 큰까마귀는 불길과 죽음을 상징하는 새이다. 전신의 깃털이 새까맣고 부육을 뜯어먹고 사는 습성이 이런 이미지에 크게 기여했다. 스웨덴에서는 큰까마귀가 살해당한 사람들의 원귀라고 하며, 독일에서는 저주받은 영혼들이라고 한다. 덴마크 민담에서는 발라븐이라는 큰까마귀가 왕의 심장을 빼먹고 인간의 지식을 얻게 된다. 큰까마귀는 사람들이 길을 잃게 만들거나 하는 등의 해코지를 할 수 있으며 때로는 초인적 능력을 가지고 있는 "끔찍한 동물"로 여겨졌다.
신화와 전설에서 그렇게 묘사되었던 큰까마귀는 윌리엄 셰익스피어의 작품 등의 보다 근대의 작품들에서도 빈번하게 등장하게 된다. 그 중 가장 유명한 것은 에드거 앨런 포의 〈큰까마귀〉("The Raven")일 것이다. 그 외에도 찰스 디킨스, 존 로널드 루엘 톨킨, 스티븐 킹, 조지 레이먼드 리처드 마틴, 조안 에이킨을 비롯한 여러 작가들의 작품에 큰까마귀들이 등장한다.

부탄의 용왕들이 쓰는 까마귀 왕관.

큰까마귀가 신화적 위치를 차지하고 있었던 지역에서는 여전히 이들이 상징적 동물로 사용되고 있다. 큰까마귀는 부탄의 국조이며(부탄 국왕인 용왕은 큰까마귀관을 왕관으로 쓴다), 캐나다 유콘 준주의 상징새이다. 한때 바이킹 식민지였던 맨섬의 문장에도 큰까마귀가 들어가 있다.
현대의 중성적 이름 "레이븐(영어: Raven)"은 큰까마귀를 의미하는 영어 낱말에서 파생된 것이다. 남성명사로서 Raven 은 노르드어 흐라픈(고대 노르드어: Hrafn)에 대응하며, 앵글로색슨어 흐래픈(고대 영어: *Hræfn)에서 비롯되었다. 이는 별명으로도, 실제 이름으로도 모두 사용되었다.

#### 신화 속 큰까마귀
북미의 틀링기트족과 하이다족의 신화에서 큰까마귀는 트릭스터이자 창세신의 역할을 맡고 있다. 유사한 신앙이 시베리아와 북아시아 동부에도 널리 발견된다. 예컨대 시베리아 신화에서는 큰까마귀 신 쿠트크가 캄차카반도를 만들었다고 한다. 구약성경에서도 큰까마귀가 여러 차례 언급되고, 부탄 신화의 불교신 대흑천 역시 까마귀와 관련된 면이 있다.

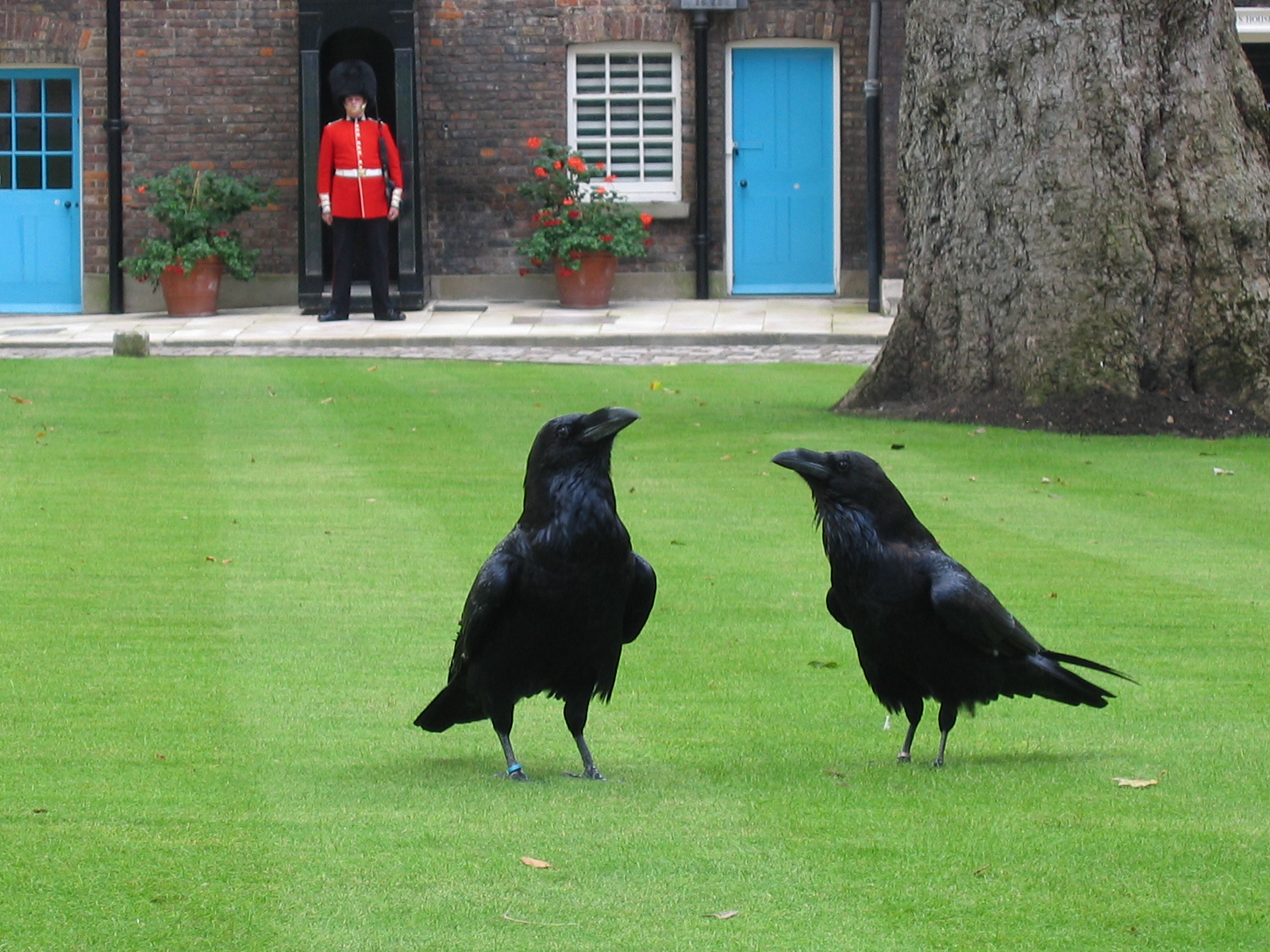
런던탑의 큰까마귀 한 쌍.

노르드 신화에서는 후긴(고대 노르드어: Huginn; "생각")과 무닌(고대 노르드어: Muninn; "기억")이라는 두 마리 큰까마귀가 미드가르드 전역을 날아다니며 오딘 신에게 정보를 물어다 준다. 또한 노르드에서는 큰까마귀가 그려진 깃발(흐라픈스메르키)을 군기로 사용했는데, 오크니 백작, 북해 제국의 크누트 대왕, 노르웨이의 하랄 3세 등이 까마귀 깃발의 사용자로 유명하다.
켈트 문화권에 속하는 영국 제도에서도 큰까마귀는 상징적 존재로 등장한다. 아일랜드 신화의 여신 모리안은 영웅 쿠 훌린이 죽었을 때 큰까마귀로 둔갑해 그 시체의 어깨 위에 내려앉아 쿠 훌린의 적들이 그의 시체를 훼손하지 못하게 막는다. 웨일스 신화의 경우 브란 펜디가이드의 이름은 "축복받은 자 큰까마귀"라고 직역될 수 있다. 《마비노기온》에 따르면 브란의 머리통이 런던 화이트힐에 묻혀서 침략자들에 대적하는 부적 구실을 하게 되었다 한다. 까마귀 신이 영국 땅을 수호한다는 전설은 계속 이어져서 오늘날에돋 런던탑에서 큰까마귀를 사육하고 있다. 다만 이것은 고대로부터 이어져온 믿음이라고 흔히 알려져 있지만, 런던탑 계관역사학자 조프 파넬(Geoff Parnell)에 따르면 사실 빅토리아 낭만주의 시대의 산물이라고 한다.
| “ | 사십 일을 지나서 노아가 그 방주에 지은 창을 열고 까마귀를 내어 놓으매 까마귀가 물이 땅에서 마르기까지 날아 왕래하였더라 그가 또 비둘기를 내어 놓아 지면에 물이 감한 여부를 알고자 하매 온 지면에 물이 있으므로 비둘기가 접족할 곳을 찾지 못하고 방주로 돌아와 그에게로 오는지라 | ” |
|   | — 창세기 8:6-8 |   |

위와 같이 유대교, 기독교, 이슬람교에서는 큰까마귀가 노아의 방주에서 맨 처음 날려보낸 동물로 나온다. 그 외에도 큰까마귀는 성경에서 여러 차례 언급된다. 신약에서 예수가 가로되 큰까마귀를 비유로 들면서 부귀영화를 바라지말고 신을 믿으라고 한다.
| “ | 까마귀를 생각하라 심지도 아니하고 거두지도 아니하며 골방도 없고 창고도 없으되 하나님이 기르시나니 너희는 새보다 얼마나 더 귀하냐? | ” |
|   | — 누가복음 12:24 |   |

쿠란에서는 카인과 아벨 이야기에서 큰까마귀가 등장한다. 아담의 장남 카인이 아우 아벨을 쳐 죽였는데 그 시체를 어찌 처리해야 할지 몰랐다. 이때 가로되,
| “ | 하나님이 큰까마귀 한 마리를 보내시어 땅바닥을 긁기로 그 형제의 벌거숭이 송장을 숨길 법도를 보여주시니 그가 가로되, 비통이로다! 내가 이 까마귀처럼 할 줄 몰라 형제의 벌거숭이 송장을 숨기지 못하겠는가? 그리고 그는 회개하였다. | ” |
|   | — 쿠란 5장 31절 |   |

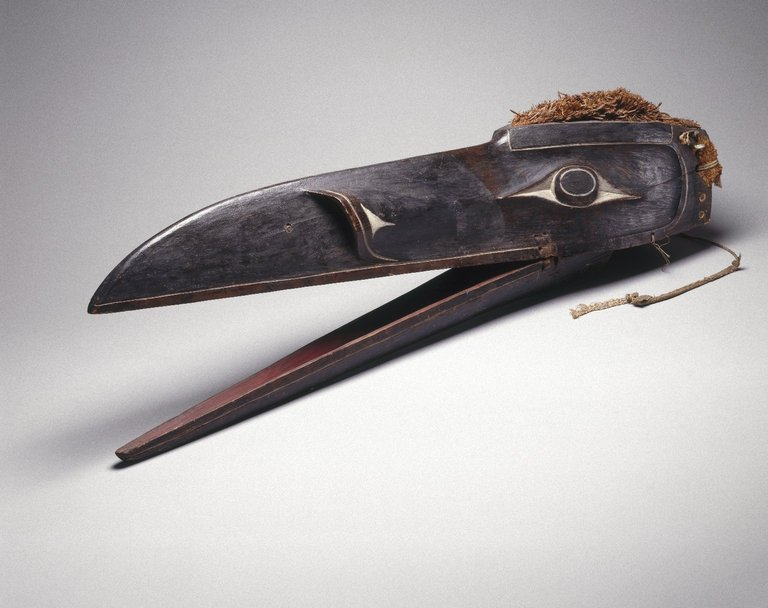
북미 원주민의 까마귀 가면. 브루클린 박물관 소장.
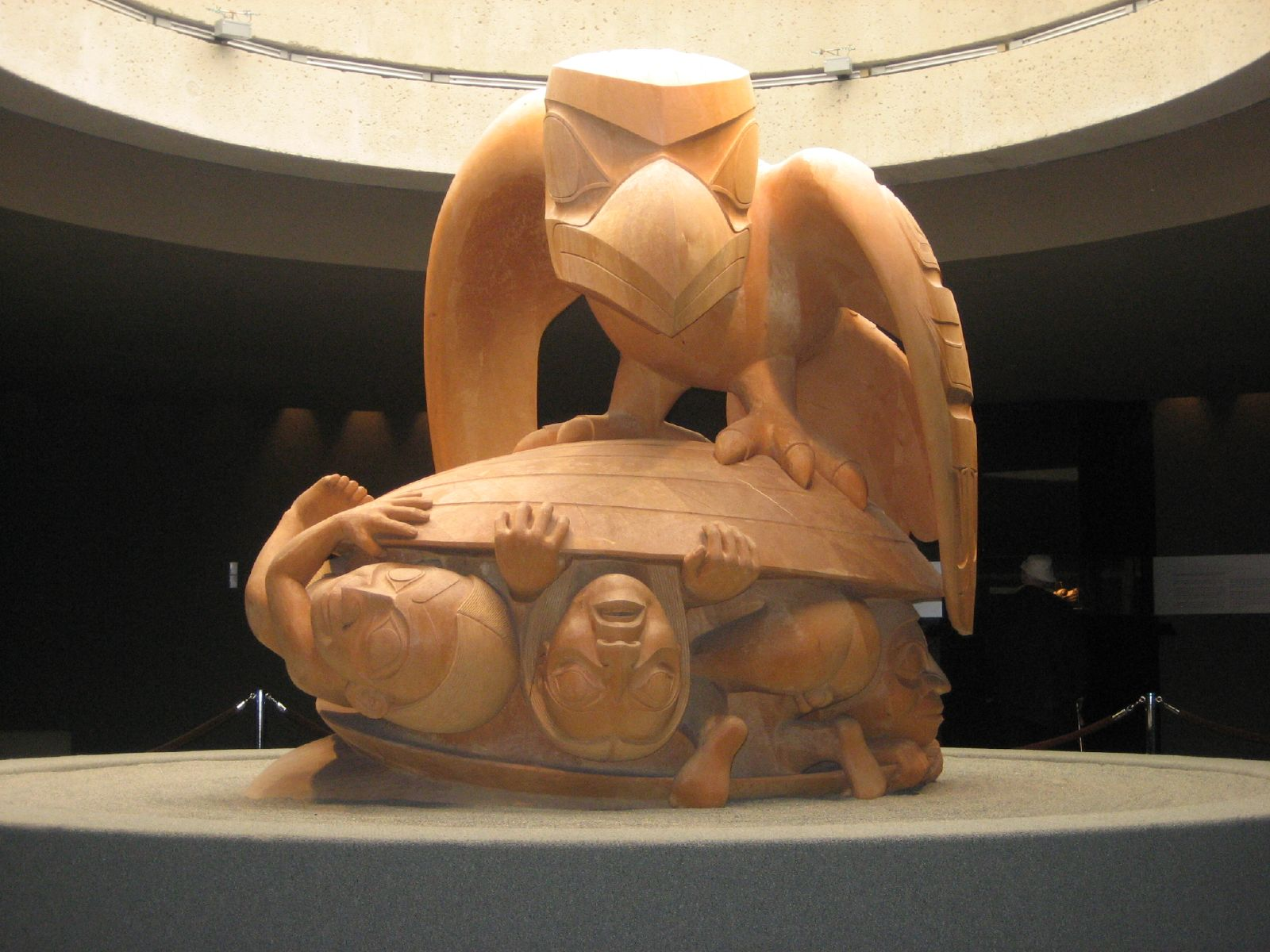
하이다 족의 창세신화를 묘사한 빌 라이드의 조각 《큰까마귀와 최초의 남자》. 브리티시컬럼비아 대학교 인류학박물관 소장.
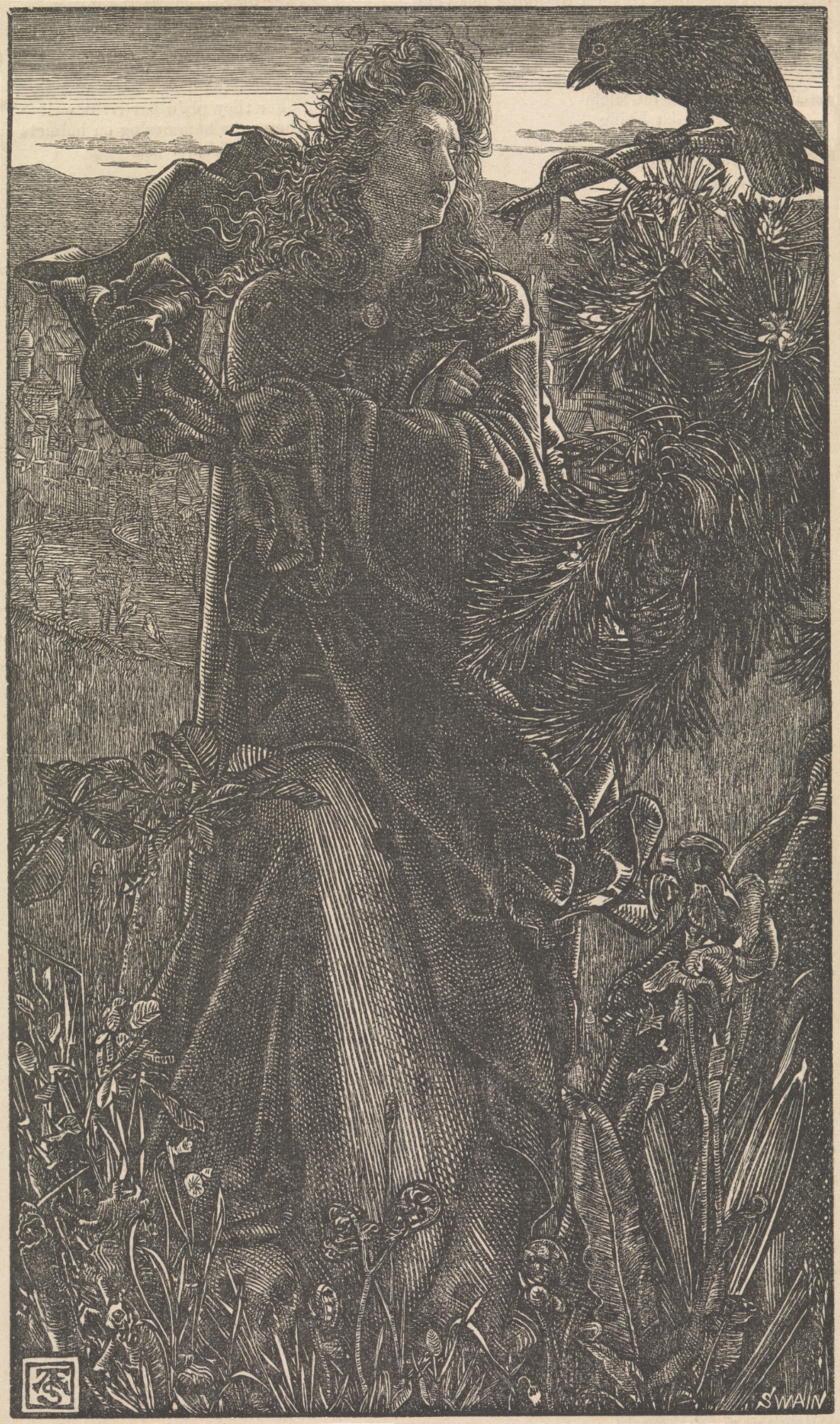
노르드어 시 〈도래까마귀가 말하기를〉의 19세기 삽화. 프레더릭 샌디스 그림
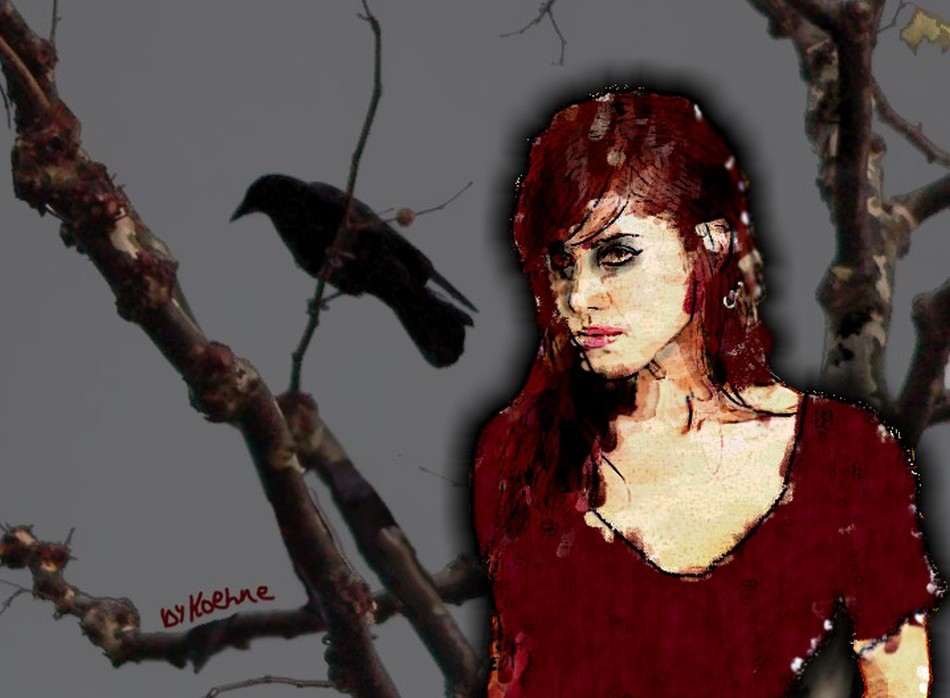
아일랜드의 전쟁의 여신 모리안.

## 참고 자료
- Goodwin D. (1983). Crows of the World. Queensland University Press, St Lucia, Qld. ISBN 0-7022-1015-3.
- Marzluff, John M.; Angell, Tony (2005). In the Company of Crows and Ravens. New Haven: Yale Univ. Press. ISBN 0-300-10076-0.
- Savage, Candace (1995). Bird Brains: The Intelligence of Crows, Ravens, Magpies and Jays. Toronto: Douglas & McIntyre. ISBN 1-55054-189-7.